# Metabolisches Syndrom
Das metabolische Syndrom wird gelegentlich auch als tödliches Quartett, Reaven-Syndrom oder Syndrom X bezeichnet und gehört zur Symptomatik einiger typischer Zivilisationskrankheiten.
 
Es wird (neben dem Rauchen) als der entscheidende Risikofaktor für Erkrankungen der arteriellen Gefäße, insbesondere die koronare Herzkrankheit, angesehen und ist durch folgende vier Faktoren gekennzeichnet:
- Abdominelle Adipositas
- Bluthochdruck (auch hochnormale Werte ab 130 mmHg systolisch)
- Fettstoffwechselstörung mit Hypertriglyzeridämie und erniedrigtem HDL-Cholesterin
- Insulinresistenz bzw. gestörte Glukosetoleranz.

Die Definition des metabolischen Syndroms wurde in den letzten Jahren wiederholt geändert. Eine allgemein akzeptierte Definition gibt es bislang nicht. Die Klassifikation orientiert sich entweder an der Insulinresistenz (Insulinresistenzsyndrom, WHO-Klassifikation 1999) oder an klinischen Parametern (NCEP-ATP-III). Einen weltweit gültigen ICD-10-Code zur Dokumentation der Erkrankung gibt es nicht, in Deutschland erlaubt der DIMDI-Thesaurus aber die Kodierung mit dem Code E88.9 „Stoffwechselstörung, nicht näher bezeichnet“. Da für das metabolische Syndrom kein spezifischer Kode innerhalb der ICD-10-Klassifikation vorhanden ist, sind gemäß Deutscher Kodierrichtlinie (DKR) D004d zusätzlich die vier Manifestationen zu verschlüsseln. Somit müssen zur korrekten Dokumentation des Syndroms die Kodes für Adipositas (E66.0-), Bluthochdruck (I10.-), Hypertriglyzeridämie (E78.1 bzw. E78.2) und gestörte Glukosetoleranz (R73.0) mit angegeben werden. Das ist durchaus auch nachvollziehbar, da das metabolische Syndrom nicht grundsätzlich als eigenständige Entität, sondern auch als „Cluster kardiovaskulärer Risikofaktoren“ (zitiert nach der Leitlinie der Deutschen Adipositas-Gesellschaft von 2007) gesehen wird.
Die Behandlung zielt primär auf die Reduktion des Übergewichts ab. Unabhängig davon ist eine medikamentöse Behandlung von Bluthochdruck, Zucker- und Fettstoffwechselstörungen notwendig.

## Pathophysiologie
Das metabolische Syndrom entwickelt sich durch hyperkalorische Ernährung und einen Mangel an körperlicher Bewegung. Die dadurch ausgelöste Adipositas führt zur Insulinresistenz. Insulin ist hauptsächlich für die Kontrolle des Blutzuckerspiegels verantwortlich und sorgt dafür, dass sowohl Muskeln als auch das Fettgewebe Glukose mittels GLUT-4-Transportern aufnehmen können. Ein Überangebot an Glukose im Blut kann die Bauchspeicheldrüse temporär durch eine erhöhte Insulinproduktion ausgleichen (Hyperinsulinämie) mit dem Ziel, eine euglykämische Stoffwechsellage aufrechtzuerhalten. Die hohen Insulinspiegel führen aber mit der Zeit zu einem Wirkverlust des Hormons und es entwickelt sich eine Insulinresistenz, die zum Typ-2-Diabetes voranschreiten kann. Dies geschieht dann, wenn die Bauchspeicheldrüse nicht mehr in der Lage ist, ausreichend Insulin für den Körper zu produzieren.
Wesentlichen Einfluss auf die Entstehung des metabolischen Syndroms hat das viszerale Fettgewebe. Es handelt sich um ein an Adipozyten (Fettzellen) reiches Gewebe, das sich zwischen den Organen der Bauchhöhle befindet (intraabdominell). Diese Adipozyten sind hormonell aktiv und unterliegen einer erhöhten Lipolyse, die nicht mehr auf die inhibierende Wirkung von Insulin anspricht. Substanzen, die sezerniert werden, sind unter anderem TNF-α und Interleukin-6 (Entzündungsmediatoren, die u. a. eine Insulinresistenz fördern). Gleichzeitig sinkt die Konzentration von Adiponektin (auf unter 7 bis 10 µg/l), ein von Adipozyten produziertes Hormon, welches insulinsensitivierend, antiatherogen (gegen Atherosklerose) und antiinflammatorisch (entzündungshemmend) wirkt.
Die erhöhte Freisetzung von nichtveresterten Fettsäuren (= freie Fettsäuren) durch diese Adipozyten inhibiert die Wirkung von Insulin an der Leber sowie an der Muskulatur. Dadurch werden die Glykogenolyse und die Gluconeogenese in der Leber begünstigt, und es kommt zur vermehrten Freisetzung von Glukose aus der Leber.
Parallel dazu ist häufig die atherogene Dyslipidämie, eine spezielle Veränderung der Blutfettwerte (niedrige HDL-Spiegel sowie hohe Konzentrationen an Triglyceriden und kleinen, dichten LDL-Partikeln) zu beobachten. Durch den Einfluss der freien Fettsäuren steigt in der Leber die VLDL-Produktion. Diese Lipoproteine zeichnen sich durch eine hohe Konzentration an Triglyceriden aus, die somit in die Peripherie gelangen. VLDL-Partikel werden innerhalb des Lipidstoffwechsels unter Abspaltung von Fettsäuren durch die Lipoproteinlipase zu IDL und LDL verstoffwechselt. Dabei interagieren diese Lipoproteine mit HDL-Partikeln und tauschen über das Cholesterol-Ester-Transferprotein (CETP) Triglyceride gegen Cholesterolester aus. Dadurch verringert sich der Cholesterolanteil in den HDL-Molekülen und ihre Konzentration sinkt. Die LDL-Partikel-Zusammensetzung verändert sich ebenfalls bedingt durch eine Abnahme der Cholesterolanteile innerhalb der Lipoproteine. Die dadurch entstehenden kleinen dichten LDL-Moleküle sind atherogener als LDL-Partikel normaler Größe. Die negativen metabolischen Folgen des viszeralen Fettgewebes können durch eine ausreichende Beanspruchung der Muskulatur über sog. Myokine antagonisiert werden.

## Diagnostik

### Kriterien der WHO
Nach den WHO-Kriterien von 1998 liegt ein metabolisches Syndrom vor, wenn eine
- gestörte Glukosetoleranz oder
- Diabetes mellitus und/oder
- Insulinresistenz vorliegt

sowie zwei der folgenden Parameter:
- erhöhter arterieller Blutdruck (≥ 140/90 mmHg),
- Fettstoffwechselstörung:  Triglyceride: ≥ 1,7 mmol/l (150 mg/dl) und/oder HDL-Cholesterin ≤ 0,9 mmol/l (35 mg/dl) (Männer), ≤ 1,0 mmol/l (39 mg/dl) (Frauen),
- stammbetonte Adipositas: Taillen-Hüft-Ratio > 1.00 (Männer) bzw. > 0.85 (Frauen), oder BMI > 30 kg/m²,
- Mikroalbuminurie: Albuminausscheidung im Urin ≥ 20 µg/min oder Albumin-Kreatinin-Ratio ≥ 30 mg/g.

### Kriterien der IDF (2005)
Häufig angewandt und international anerkannt ist die Definition der „International Diabetes Foundation“ (IDF).
Voraussetzung für das Vorhandensein des metabolischen Syndroms ist das Vorliegen einer bauchbetonten (sogenannten zentralen) Adipositas: Bei Männern ein Taillenumfang ≥ 94 cm, bei Frauen ≥ 80 cm (Menschen europäischer Herkunft, für Menschen asiatischer Herkunft gelten andere Werte).
Kommen zu diesem Leitfaktor noch mindestens zwei der Risikofaktoren
- Nüchternblutzuckerwerte von > 100 mg/dl  (> 5,6 mmol/l) im Blutplasma gemessen oder diagnostizierter Diabetes mellitus,
- erhöhte Triglyceride > 150 mg/dl (> 1,7 mmol/l) oder bereits eingeleitete Therapie zur Senkung der Triglyceride,
- niedriges HDL-Cholesterol: < 40 mg/dl (< 1,05 mmol/l) bei Männern und < 50 mg/dl (< 1,25 mmol/l) bei Frauen oder bereits eingeleitete Therapie zur Erhöhung des HDL
- Bluthochdruck (ab > 130 mmHg systolisch und > 85 mmHg diastolisch) oder bereits behandelte Hypertonie

hinzu, so besteht eine deutlich höhere Gefahr, im Laufe des Lebens eine Herz-Kreislauf-Erkrankung zu erleiden. In diesem Fall liegt das so genannte „metabolische Syndrom“ vor. Die Risikofaktoren Adipositas, Diabetes, Fettstoffwechselstörungen und Bluthochdruck werden aus diesem Grund in Fachkreisen auch kardiometabolische Risikofaktoren genannt.

### Kriterien nach NCEP-ATP-III (2002)
Nach dem „National Expert Panel on Detection, Evaluation, and Treatment of High Blood Cholesterol in Adults“ (NCEP-ATP-III) wird die Diagnose metabolisches Syndrom gestellt, wenn mindestens drei der folgenden fünf Kriterien erfüllt sind:
- abdominelle Fettverteilung, bestimmt durch einen Bauchumfang von über 102 cm bei Männern oder über 88 cm bei Frauen,
- Serumtriglyceride von über 150 mg/dl (> 1,7 mmol/l), oder bereits eingeleitete Therapie zur Senkung der Triglyceride
- HDL-Cholesterol ≤ 40 mg/dl (< 1,05 mmol/l) bei Männern bzw. < 50 mg/dl (1,25 mmol/l) bei Frauen,
- Blutdruck von 130/85 mmHg oder mehr, oder bereits eingeleitete Therapie zur Senkung des Hypertonus
- Nüchternblutzucker ≥ 110 mg/dl (≥ 6,1 mmol/l), oder Vorliegen von Diabetes Typ 2.

Des Weiteren nennt der NCEP-ATP-III einen prothrombotischen und proinflammatorische Status als Symptome, jedoch nicht als Diagnosekriterien des Metabolischen Syndroms.

### Taillenumfang als Kriterium
Eine große Rolle für die Definition des metabolischen Syndroms spielt ein erhöhter Taillenumfang. Denn für das kardiovaskuläre Risiko ist weniger das Ausmaß des Übergewichts als vielmehr das Fettverteilungsmuster entscheidend: Besonders nachteilig wirken sich hier Fettdepots im Bauchraum und an den inneren Organen aus. Dieses innere Bauchfett – Fachleute nennen es „intraabdominales Fett“ oder „viszerales Fettgewebe“ – ist sehr stoffwechselaktiv. Es beeinflusst den Fett- und Kohlenhydratstoffwechsel (Zuckerstoffwechsel), so dass Fettstoffwechselstörungen und Diabetes die Folge sein können.
Die Messung des Bauchumfangs an der Taille gilt als einfacher und schneller Weg zu einer ersten Risikoeinschätzung. Erhöhtes Risiko liegt laut ATP III für Frauen mit einem Taillenumfang über 88 cm vor. Bei Männern beginnt der Risikobereich bei 102 cm. In Deutschland überschreiten ca. 30–40 % diese Risikoschwelle. Durch die Reduktion des Bauchumfangs, z. B. durch Sport, kann das Risiko einer Herz-Kreislauf-Erkrankung erheblich reduziert werden.

## Bedeutung der Symptome
Insulinresistenz, Adipositas, Bluthochdruck und Fettstoffwechselstörungen treten auch unabhängig voneinander auf und stellen jeweils für sich erhöhte Risiken für das spätere Auftreten einer koronaren Herzkrankheit und Arteriosklerose dar.

## Therapie
Nach der Diagnose sollte eine Änderung des Lebensstils erfolgen. Ziel ist es, das Körpergewicht zu reduzieren, da sich hierdurch alle diagnostischen Faktoren verbessern, die zum metabolischen Syndrom beitragen.
Niedriges HDL-Cholesterin ist ein Risikofaktor für kardiovaskuläre Erkrankungen und Diabetes; ungesättigte Fettsäuren haben hier einen besonders positiven Einfluss. Für den Nutzen einer medikamentösen Anhebung des HDL-Cholesterin-Spiegels gibt es aber derzeit keine Belege. Allenfalls Patienten mit einer Kombination von niedrigem HDL-Cholesterin und hohen Triglyzeriden profitieren von Fenofibrat.
Liegt ein Typ 2 Diabetes mellitus vor, sollte er bei nicht ausreichender Wirkung der Ernährungs- und Bewegungstherapie medikamentös behandelt werden. Gleiches gilt für die Einstellung des Bluthochdrucks.
Alkohol erhöht die Blutfette und den Blutdruck und sollte auch zur Körpergewichtsreduktion gemieden werden.